# Пітер Де Бур
Джордж Пітер Де Бур (англ. George Peter DeBoer; нар. 13 червня 1968, Канада) — колишній канадський хокеїст, що грав на позиції нападника. Згодом — хокейний тренер.
Головний тренер команди «Даллас Старс» Національної хокейної ліги (НХЛ). Джордж також є співвласником клубу «Ошава Дженералс» з хокейної ліги Онтаріо. 
Дворазовий володар нагороди «Тренер року ОХЛ», Де Бур був головним тренером ОХЛ протягом 13 сезонів тренуючи «Детройт Вейлерс» (1995–1997), «Плімут Вейлерс» (1997–2001) і «Кітченер Рейнджерс» (2001–08), останній з яких він привів до перемоги в Меморіальному кубку в 2003 році. Він працював у НХЛ головним тренером «Флорида Пантерс» з 2008 по 2011 рік, «Нью-Джерсі Девілс» з 2011 по 2014 рік, «Сан-Хосе Шаркс» з 2015 по 2019 рік і «Вегас Голден Найтс» з 2020 по 2022 рік.

## Тренерська робота
21 червня 2022 року, трохи більше ніж через місяць після його звільнення з «Вегаса», Де Бур був найнятий головним тренером «Даллас Старс», замінивши Ріка Боунесса.